# Élections générales québécoises de 1948
L'élection générale québécoise de 1948 se déroule le 28 juillet 1948 afin d'élire les députés de la 23e législature à l'Assemblée législative du Québec (Canada). Il s'agit de la 23e élection générale depuis la confédération canadienne de 1867. Le gouvernement de l'Union nationale, dirigé par le premier ministre Maurice Duplessis, est réélu, formant un deuxième gouvernement majoritaire consécutif.

## Contexte
Un nouveau parti, l'Union des électeurs, né du mouvement créditiste et dirigé par Réal Caouette, apparaît en 1944 sur la scène politique québécoise. Lors de l'élection de 1944, l'Union des électeurs n'avait présenté que 11 candidats et n'avait récolté qu'un maigre 1,24 % des voix. Toutefois, lors de cette élection-ci, le parti présente un candidat dans chaque circonscription du Québec et récolte un impressionnant 9,25 % des voix. Ce n'est pas suffisant pour remporter un siège, et c'est la dernière fois que le parti participe aux élections québécoises. Il faudra attendre les années 1970 pour voir de nouveau un parti créditiste sur la scène provinciale avec le Ralliement créditiste du Québec.
Le Bloc populaire, qui avait fait élire quatre candidats à l'Assemblée législative lors de la dernière élection et 2 députés à la Chambre des communes, s'effrite : André Laurendeau démissionne le 8 juillet 1947 et le parti ne présente pas de candidats aux élections.
En juillet 1945, le nombre de sièges passe de 91 à 92.
Le 21 janvier 1948, le premier ministre Duplessis fait adopter par un arrêté en conseil le Fleurdelysé comme drapeau officiel du Québec ; cela lui gagne des appuis auprès de l'électorat nationaliste.
C'est au cours de la campagne que le ministre Jos D. Bégin introduit un slogan qui restera célèbre : « Les libéraux donnent aux étrangers ; Duplessis donne à sa province. »
Camillien Houde se réconcilie avec Duplessis et lui offre son appui durant la campagne. Comme il est très populaire à Montréal, cela aidera grandement l'Union nationale.
Le Parti libéral ne fait élire que 8 députés malgré une part du vote de 36 %. Adélard Godbout est battu dans sa circonscription et c'est George Marler qui sera choisi comme chef parlementaire. C'est la troisième défaite que Godbout subit aux mains de Duplessis, et ce sera la dernière ; en 1949, il est nommé au Sénat du Canada, où il siègera jusqu’à sa mort en 1956.

## Dates importantes
- 9 juin 1948 : émission du bref d'élection.
- 28 juillet 1948 : scrutin
- 19 janvier 1949 : ouverture de la session.

## Résultats
| Union nationale | Libéral  | Indépendant |
| 82 sièges       | 8 sièges | 2 sièges    |
| ^               |          |             |
| majorité        |          |             |

### Résultats par parti politique
| Partis | Partis                      | Chef                        | Candidats | Sièges | Sièges | Voix      | Voix   | Voix |
| Partis | Partis                      | Chef                        | Candidats | 1944   | Élus   | Nb        | %      | +/-  |
| --- | --------------------------- | --------------------------- | --------- | ------ | ------ | --------- | ------ | ---- |
| | Union nationale             | Maurice Duplessis           | 91        | 48     | 82     | 775 747   | 51,2 % | -    |
| | Libéral                     | Adélard Godbout             | 92        | 37     | 8      | 547 478   | 36,2 % | -    |
| | Union des électeurs         | Réal Caouette               | 92        | -      | 0      | 140 050   | 9,3 %  | -    |
| | Commonwealth coopératif     |                             | 7         | -      | -      | 9 016     | 0,6 %  | -    |
| | Union nationale indépendant | Union nationale indépendant | 8         | -      | -      | 8 649     | 0,6 %  | -    |
| | Ouvrier progressiste        |                             | 1         | -      | -      | 4 899     | 0,3 %  | -    |
| | Libéral indépendant         | Libéral indépendant         | 7         | -      | -      | 2 968     | 0,2 %  | -    |
| | Ouvrier                     |                             | 1         | -      | -      | 1 098     | 0,1 %  | -    |
| | FCC indépendant             | FCC indépendant             | 1         | -      | -      | 110       | 0 %    | -    |
| | Indépendant                 | Indépendant                 | 4         | 0      | 2      | 23 956    | 1,6 %  | -    |
| Total | Total                       | Total                       | 304       | 85     | 92     | 1 513 971 | 100 %  |      |
| Le taux de participation lors de l'élection était de 75,2 % et 17 928 bulletins ont été rejetés. Il y avait 2 036 576 personnes inscrites sur la liste électorale pour l'élection. |                             |                             |           |        |        |           |        |      |

### Résultats par circonscription
- Abitibi-Est : Jacques Miquelon (Union nationale)
- Abitibi-Ouest : Émile Lesage (Union nationale)
- Argenteuil : William McOuat Cottingham (Union nationale)
- Arthabaska : Wilfrid Labbé (Union nationale)
- Bagot : Daniel Johnson (Union nationale)
- Beauce : Georges-Octave Poulin (Union nationale)
- Beauharnois : Edgar Hébert (Union nationale)
- Bellechasse : Paul-Eugène Bélanger (Union nationale)
- Berthier : Azellus Lavallée (Union nationale)
- Bonaventure : Henri Jolicoeur (Union nationale)
- Brome : Charles James Fox (Union nationale)
- Chambly : John Roche (Union nationale)
- Champlain : Maurice Bellemare (Union nationale)
- Charlevoix : Arthur Leclerc (Union nationale)
- Châteauguay : Arthur Laberge (Union nationale)
- Chicoutimi : Antonio Talbot (Union nationale)
- Compton : Charles Daniel French (Union nationale)
- Deux-Montagnes : Paul Sauvé (Union nationale)
- Dorchester : Joseph-Damase Bégin (Union nationale)
- Drummond : Robert Bernard (Union nationale)
- Frontenac : Patrice Tardif (Union nationale)
- Gaspé-Nord : Robert Lévesque (Parti libéral)
- Gaspé-Sud : Camille-Eugène Pouliot (Union nationale)
- Gatineau : Gérard Desjardins (Union nationale)
- Hull : Alexandre Taché (Union nationale)
- Huntingdon : John Gillies Rennie (Union nationale)
- Iberville : Yvon Thuot (Union nationale)
- Îles-de-la-Madeleine : Hormisdas Langlais (Union nationale)
- Jacques Cartier : Charles-Aimé Kirkland (Parti libéral)
- Joliette : Antonio Barrette (Union nationale)
- Kamouraska : Alfred Plourde (Union nationale)
- Labelle : Albiny Paquette (Union nationale)
- Lac-Saint-Jean : Antonio Auger (Union nationale)
- L'Assomption : Victor-Stanislas Chartrand (Union nationale)
- Laval : Omer Barrière (Union nationale)
- Laviolette : Charles Romulus Ducharme (Union nationale)
- Lévis : Théophile Larochelle (Union nationale)
- L'Islet : Fernand Lizotte (Union nationale)
- Lotbinbière : René Bernatchez (Union nationale)
- Maisonneuve : François-Albert Gatien (Union nationale)
- Maskinongé : Germain Caron (Union nationale)
- Matane : Onésime Gagnon (Union nationale)
- Matapédia : Philippe Cossette (Union nationale)
- Mégantic : Tancrède Labbé (Union nationale)
- Missisquoi : Jean-Jacques Bertrand (Union nationale)
- Montcalm : Maurice Tellier (Union nationale)
- Montmagny : Antoine Rivard (Union nationale)
- Montmorency : Yves Prévost (Union nationale)
- Montréal—Jeanne-Mance : Georges Guèvremont (Union nationale)
- Montréal-Laurier : Paul Provençal (Union nationale)
- Montréal-Mercier : Gérard Thibeault (Union nationale)
- Montréal—Notre-Dame-de-Grâce : Paul Earl (Parti libéral)
- Montréal-Outremont : Henri Groulx (Parti libéral)
- Montréal—Saint-Henri : Hormisdas Delisle (Union nationale)
- Montréal—Saint-Jacques : Omer Côté (Union nationale)
- Montréal—Saint-Louis : David Rochon (Parti libéral)
- Montréal—Sainte-Anne : Frank Hanley (indépendant)
- Montréal—Sainte-Marie : Aimé Gendron (Union nationale)
- Montréal-Verdun : Lionel-Alfred Ross (Parti libéral)
- Napierville-Laprairie : Hercule Riendeau (Union nationale)
- Nicolet : Émery Fleury (Union nationale)
- Papineau : Roméo Lorrain (Union nationale)
- Pontiac : Raymond-Thomas Johnston (Union nationale)
- Portneuf : Bona Dusseault (Union nationale)
- Québec-Centre : Gérard Guay (Union nationale)
- Québec (comté) : René Chaloult (indépendant)
- Québec-Est : Onésime Matte (Union nationale)
- Québec-Ouest : Jean-Alphonse Saucier (Union nationale)
- Richelieu : Bernard Gagné (Union nationale)
- Richmond : Albert Goudreau (Union nationale)
- Rimouski : Alfred Dubé (Union nationale)
- Rivière-du-Loup : Roméo Gagné (Union nationale)
- Roberval : Antoine Marcotte (Union nationale)
- Rouville : Laurent Barré (Union nationale)
- Rouyn-Noranda : Guy Dallaire (Union nationale)
- Saguenay : Pierre Ouellet (Union nationale)
- Saint-Hyacinthe : Ernest-Joseph Chartier (Union nationale)
- Saint-Jean : Jean-Paul Beaulieu (Union nationale)
- Saint-Maurice : Marc Trudel (Union nationale)
- Saint-Sauveur : Francis Boudreau (Union nationale)
- Shefford : Hector Choquette (Union nationale)
- Sherbrooke : John Samuel Bourque (Union nationale)
- Stanstead : Léon-Denis Gérin (Union nationale)
- Témiscamingue : Nil-Élie Larivière (Union nationale)
- Témiscouata : André Pelletier (Union nationale)
- Terrebonne : Léonard Blanchard (Union nationale)
- Trois-Rivières : Maurice Duplessis (Union nationale)
- Vaudreuil-Soulanges : Édouard Jeannotte (Union nationale)
- Verchères : Arthur Dupré (Parti libéral)
- Westmount—Saint-Georges : George Carlyle Marler (Parti libéral)
- Wolfe : Henri Vachon (Union nationale)
- Yamaska : Antonio Élie (Union nationale)

## Sources
- Québec, Rapport sur les élections générales de 1948 et sur les élections partielles tenues pendant la vingt-deuxième législature (1944-1948), Rédempti Paradis, Imprimeur du roi, Québec, 1948, 240 p.
- Section historique du site de l'Assemblée nationale du Québec
- Jacques Lacoursière, Histoire populaire du Québec, tome 4, éditions du Septentrion, Sillery (Québec), 1997
- Élection générale 28 juillet 1948 — QuébecPolitique.com

1. ↑  Pierre Drouilly, Statistiques électorales du Québec. 1867-1989, Québec, 
Assemblée nationale du Québec, 1990, 3e éd., 962 p. (ISBN 2-551-12466-2).